# TK (戦車)
TK(TK-3)とTKSは第二次世界大戦期に活躍したポーランドの偵察用豆戦車である。
TK（TK-3の名で知られる）はイギリスのカーデン・ロイド豆戦車Mk.VIをもとにポーランドが開発した豆戦車で、1931年に生産が開始された。TKSはTKから出力の高いエンジンに換装し、最大装甲厚を2mm厚くしたものである（TKの装甲は8mm）。
1939年には主砲を20mm機関砲にしたTKSの生産が始まったが、ドイツの侵攻を受けたため、24輌しか生産できなかった。

## 構造
車体は装甲板をボルト止めで繋げた構造で、表から見える部分のボルトの頭は三角錐状に加工されボルトは車内側から止められている。
車体内部はエンジンと変速機を中央に配置し、その両側に乗員が乗る構造で、乗員のすぐ隣にエンジンが直接置いてある。
エンジンから変速機、ブレーキに至るまで走行装置はフォードA型の部品を流用していた。そのため低コストで製造することが可能だった。
走行装置は、左右にフォードA型のドラムブレーキがそのまま付いており、右に曲がるときには右側のブレーキをかけると右側の回転速度が遅くなって左右の速度差で曲がる方式だった。この方式は曲がるときにブレーキをかけるため、曲がろうとすると減速してしまうという欠点があった。そのため、運転手は曲がるときにアクセルを噴かして速度を上げてから曲がるという操作を行った。変速機もフォードA型そのままの前進三段変速だった。
自動車用の非力なエンジンではあったが、車体重量1トンあたり16馬力強あるため、十分な走行能力があった。

## バリエーション

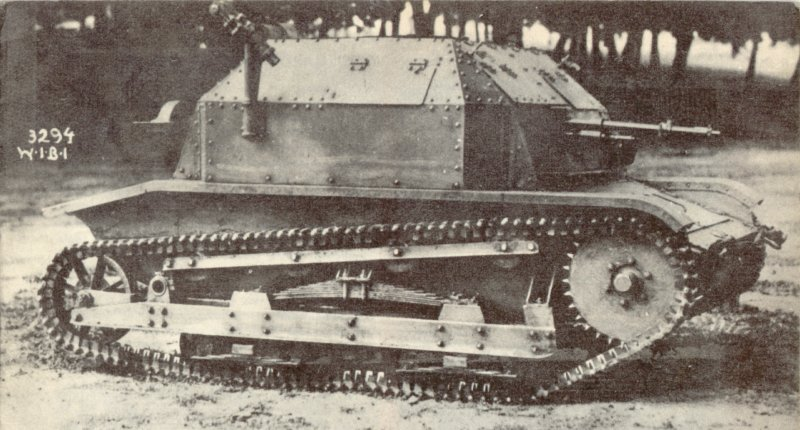
TK-3

TK（TK-3）
TKシリーズ最初の量産型。改修されたプロトタイプTK-2を原型として、国営工廠（PZInż.）傘下のウルスス製作所において1931年に量産が始まり、軟鉄製の増加試作型15輌を含め、300輌が生産された。軍の登録車両ナンバーは1154-1353（増加試作型および第1・第2生産ロット）、1362-1461（第3生産ロット）。軟鉄製の増加試作型は訓練および後の試作型のベース車体として活用された。1939年のドイツによる侵攻時には、TKSとともにポーランド陸軍AFVの（数量的には）主力として実戦に参加した。
TKF
1933年に製作されたTK-3の馬力強化型。フォードのエンジンに換えて、TKSと同じフィアット122B型46馬力6気筒ガソリンエンジンを搭載する。生産台数は18輌か、それを若干上回る程度で、登録車両ナンバーはTK-3第3ロットに含まれる。TKFの名称は「TK、フィアット（F）エンジン付き」を示す。セルビア、ベオグラードの軍事博物館（カレメグダン城）に現存するTKはTK-3の車体形状を持つものの、足回りはTKSと同じ小改修型になっており、TKFである可能性が考えられる。
TKS
1933年に試作され、翌年から量産されたTKシリーズの後期主量産型。生産数は資料により多少の差異があるが、軍の登録車両ナンバーは1492-1594、1597-1682、1702-1764、1799-1814（このほかにシャーシナンバー8890-8910、途中抜けがある可能性あり）で、280輌程度と思われる。比較的単純な形状だったTK-3に比べ、銃架部のみ突出した複雑な面構成の戦闘室となった。車長席上には、ルドルフ・グンドラフ技師設計による360度回転可能なペリスコープが装着された。プロトタイプ（登録ナンバー1160）は水冷スリーブ付きのブローニング7.92mm/wz.30だが、量産型はTK-3同様オチキス7.92mm/wz.25が搭載された。エンジンはポルスキ・フィアット122AC/42hp（前期型）または同BC/45hp（後期型）。エンジン換装に伴い、起動輪形状、転輪/誘導輪用ブーム細部形状など、足回りも小改修され、履帯幅も広げられた。重量増加、履帯換装により最大速度はTK-3よりわずかに落ちたが、不整地走行能力は向上している。
TKS（20mmFK model A/wz.38機関砲搭載型）
20mm機関砲が搭載された対戦車用TKS。ゾロトゥルン20mm砲を搭載したプロトタイプの試験の後、さらに長砲身で強力な国産20mmFK model A/wz.38機関砲を搭載する車両が既存のTKSを改修する形で、1939年に生産された。計画では、1940年1月までに150輌のTK-3／TKSが20mm装備型に改修されるはずだったが、1939年9月の開戦時までに24輌（あるいは20輌、18輌など諸説あり）の20mm砲型TKSが完成したのみだった。車体基本形状は機銃装備型と変わらないが、20mmFK機関砲搭載に伴い、戦闘室上面のレイアウトが若干変更になっている。
C2P
TKシリーズをベースに開発された、ボフォース40mm/wz.36対空機関砲用（もしくはその弾薬トレーラー用）の牽引車（非装甲）。1937年以降、200輌以上が生産された。もともとTKシリーズの（片側にブレーキを掛けるだけという）プリミティブな操向装置は牽引車向きではなく、このために新型のトランスミッションが開発された。これに伴い、足回りのデザインも、誘導輪が大型になり接地するようになるなど改められている。

## 試作型
TK-1、TK-2
初期試作型。起動輪が後ろ側にあるTK-1（シリアルNr.6006）と、前側にあるTK-2（シリアルNr.6007）の2種が作られて比較審査された。ともに初期はオープントップだったが、後に密閉式に改められた。この戦闘室形状は、後のTK-3に受け継がれた。TK-1は車体前部右側にラジエーターを装着しており、前面にラジエーターグリルを持つ。TK-2は、さらに足回りも改装強化され、生産型TK-3の原型となった。TK-1は審査終了後、モドリンの装甲部隊訓練センターでモニュメントになっていたことが写真で確認できる。
TKD
TK-3をベースに、試作47mm砲wz.25（1925年式）を搭載したオープントップ式の自走砲。Dは「działo＝カノン（砲）」の意味。1932年に4輌が試作された。新設された戦闘室装甲は（砲防盾を除き）軟鉄製だった。対戦車能力が低いとして、砲そのものが不採用になったことなどから、車両も量産には移されなかった。1938年のチェコ解体に際してのZaolzie地方への進駐作戦では、後述のTKS-Dとともに1個小隊が編成されて投入されているが、戦闘は経験していない。
TKW
回転砲塔を備えた軽偵察戦車。Wは「wieża＝砲塔」の意味。試作1輌のみ。固定式戦闘室しか持たず射角が限られるTKの戦闘力向上のため、1933年、TKの1輌を利用して試作された。砲塔は戦闘室右側にオフセットして搭載され、左側には操縦手のためのキューポラがある。このキューポラに遮られるため、砲塔は360°回転はできなかった。砲塔形状は、途中でマウント部が前方に突き出した形状のものに変わっている。右側に砲塔を搭載したことによる重量バランスの悪さ、砲塔の車長と操縦手との意思疎通の難しさなどデザイン的に難点があり、採用にはならなかった。
TKS（ゾロトゥルン20mm砲搭載型）
1輌のみの試作。TKシリーズの対戦車能力向上のため、1935年から36年にかけて1輌がゾロトゥルン20mm砲を搭載してテストされた。TKシリーズへの砲搭載は有効と判断されたが、ゾロトゥルン20mmは搭載には不適とされ、国産機関砲が開発・搭載されることになった。
TK-3（FK-A wz.38 20mm機関砲搭載型）
TKSへのFK-A wz.38 20mm機関砲搭載とともに、旧型のTK-3へも同砲の搭載計画が進められ、1938年、1輌のTK-3が改装された。TK-3/20mm砲型は搭載に際して戦闘室右側前面に大きな張り出しを設けてある。この結果、車体前部上面左右にあった点検ハッチは、左側のみに減じている。戦闘室の基本形状をいじる必要がなかったTKSに比べ、改装が大がかりになるせいか、ドイツの侵攻までに、結局試作車1輌以外は完成しなかったものと思われる。
TKS（Puteaux 37mm砲搭載型）
TKSの武装を、フランスのルノー FT-17 軽戦車に搭載されていたのと同じ、プトー37mm半自動砲に換装したもの。FT-17は戦間期のポーランドで多く使われており、プトー37mm砲はポーランド製のwz.29装甲車、wz.34装甲車にも搭載された、ポーランドではごくありふれた武装だった。少なくとも1輌の存在が写真で確認できる。おそらく武装強化の試験として通常のTKSから改装・テストされたものと思われるが、詳細は不明。
TKS-B
C2P牽引車向けの新型トランスミッションと、大型の接地式誘導輪など改修された足回りを持つ、TKSの改良型。1936年に既存のTKSから1輌が改装された（軍登録番号1510）。試験では走行性能の大幅な向上が確認されたものの、TKシリーズ自体が時代遅れになってきていたこと、TKSの生産も1937年には終了したことで、TKS-Bの計画も放棄された。試作TKS-Bの車台は後にTKS-D自走砲に流用された。
TKS-D
ボフォース 37mm対戦車砲を積んだ対戦車自走砲。2輌試作された。ボフォース 37mm対戦車砲はスウェーデンが産んだ傑作対戦車砲で、ポーランド軍の標準対戦車火器として採用され、ポーランド国内でライセンス生産も行われていた。TKS-Dは当初、砲を降ろして牽引することも可能な、後のドイツのホイッシュレッケと同様のコンセプトを持つ装甲トラクターという構想だったが、試作車両は積み降ろしできない通常形式のオープントップの自走砲であったらしい。試作車2輌のうち1輌はTKS-Bから、もう1輌はTKSから（TKS-Bに準じた足回りに改修された上で）、1937年に製作された。側面装甲板は前部のみ高いもの、前部と同じ高さで後部まで続いているものの2種が写真で確認できるが、後者の写真は修正されているらしき形跡があり、異なる装甲板形状のものが1輌ずつ作られたのか、写真の修正で描き改められたのか、はっきりしない。試作車2輌はTKDとともに1938年のZaolzie地方への進駐作戦に参加。1939年のドイツの侵攻時にも使われたとの説があるがはっきりしない。
PZInż.160 駆逐戦車
TKS-Dの代替としてPZInż.（国営技術工廠）で設計された。1936年11月、予備スケッチが作成された。これは、4TP（PZInż.140）軽戦車、PZInż.130 水陸両用戦車、PZInż.152 砲兵トラクターなどの車両ファミリーで使用される、近代的なシャーシに基づいていた。1937年8月、より高い上部構造壁と2つの追加の7.92 mm機関銃を備えた修正設計が提案された。推定75,000 złotysという高価格のために、軍は既存のTKS-Dを支持し、PZInż.160は拒否された。プロトタイプの製造は発注されず、プロジェクトのままだった。
武装：車体前面に低く取り付けられた1門のwz.37 ボフォース 37 mm戦車砲（対戦車砲ではなく戦車用に改造された戦車砲）と、2挺の7.92 mm機関銃（おそらく標準的なwz. 25 Hotchkiss）。1つは、主砲の上の前面傾斜板に取り付けられ、もう1つは、対空用に戦闘室の対空銃架に取り付けられた。砲の水平射角は24°、俯仰角は-50°～＋20°。120発の主砲弾と2000発の機関銃弾の搭載が想定された。
装甲：圧延装甲板の溶接構造。前面:8～15mm、側面10 mm、後部10 mm、底部4～8 mm。前面装甲はよく傾斜しており、上部に視察用ハッチがあった。側面は平らで、軽く傾いていた。中央部の乗員のコンパートメントは、オープントップだった。
重量：4.3 t
乗員：4 名
エンジン：PZInz.425 4ストローク水冷直列6気筒ガソリンエンジン、95 hp/3600 rpm。車両の右側に配置された。エンジン、トランスミッション、サスペンションのディテールは、4TPと基本的に同じだった。
最高速度：50 km/h。

## 戦歴

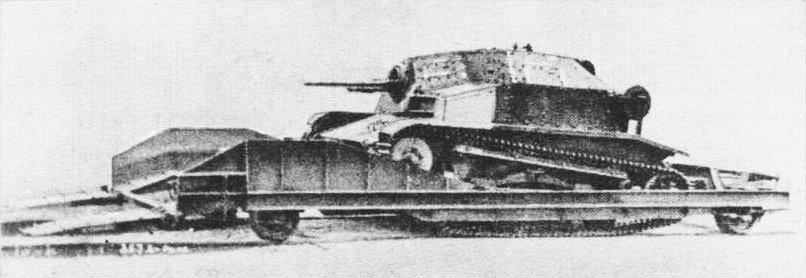
専用の輸送貨車に搭載されたTKS豆戦車

第二次世界大戦以前、ポーランドの装甲戦闘車輌の主力はTKシリーズであり、その大多数が機銃のみを装備し、対戦車戦闘能力を持たなかった。しかし、ポーランドの軍事史研究家ヤヌシュ・マグスヌキの研究によれば、1939年9月のドイツ軍のポーランド侵攻作戦において、1939年9月17日から18日の戦闘で 71装甲部隊に所属する当時19歳だったエドモンド・ローマン・オルリック見習士官の乗るわずか1輌の20mm機関砲装備のTKSが、待ち伏せ攻撃で35(t)戦車装備の部隊に損害を与え13輌を撃破する活躍を見せたと言われている。
ポーランドの降伏後、TKシリーズは弾薬運搬や砲の牽引用としてドイツ軍に捕獲使用された。

## 登場作品
『World of Tanks』
20mm機関砲搭載型のTKSが、ポーランド軽戦車 TKS z n.k.m. 20 mm として配布された。
『トータル・タンク・シミュレーター』
ポーランドの神風戦車としてTKS(20mmFK model A/wz.38機関砲搭載型)が海賊戦車としてTK-3が使用可能。またポーランドとフランスの駆逐戦車としてTKDが使用可能。